# Zespół Neua-Laxovy

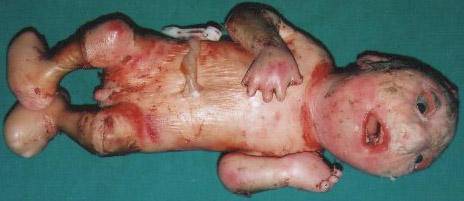
Martwo urodzone dziecko z zespołem Neua-Laxovy

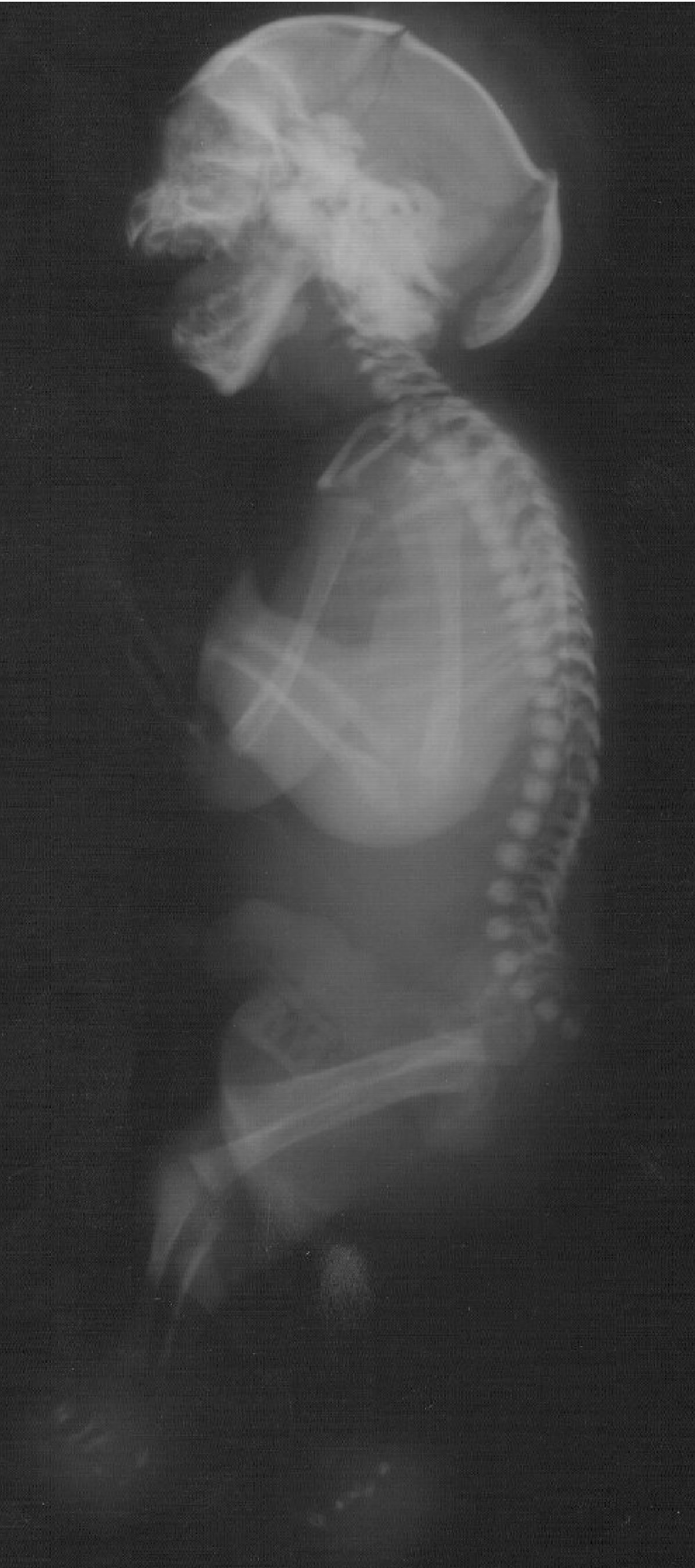
Babygram martwo urodzonego dziecka z zespołem Neua-Laxovy (ten sam przypadek)

Zespół Neua-Laxovy (zespół Neua-Povysilovy, ang. Neu-Laxová syndrome, Neu’s syndrome, Neu-Povysilová syndrome, NLS) – letalny zespół wewnątrzmacicznego zahamowania wzrostu i mnogich malformacji.

## Fenotyp
Do obrazu klinicznego tego rzadkiego zespołu należy długa lista wad wrodzonych, w tym:
- wady ośrodkowego układu nerwowego:
  - lissencefalia
  - agenezja ciała modzelowatego
  - mikrogyria
- mikrocefalia
- nasilony obrzęk tkanki podskórnej
- rybia łuska (ichthyosis)
- atrofia mięśni
- nieprawidłowo ułożone palce
- stałe przykurcze stawów (artrogrypoza)
- wady nerek
- wady serca
- wydatna pięta
- syndaktylia palców stóp
- hipoplastyczne narządy płciowe zewnętrzne
- hiperteloryzm oczny
- brak powiek
- skrócenie szyi.

Rokowanie jest bez wyjątku złe. Płody z zespołem Neua-Laxovy są albo ronione, albo umierają w okresie okołoporodowym. Najdłuższy odnotowany okres przeżycia wynosił 134 dni.

## Etiologia
Etiologia schorzenia nie jest znana. Kariotyp wszystkich zbadanych przypadków zespołu był prawidłowy. Stwierdzono autosomalnie recesywne dziedziczenie choroby; stosunkowo często w wywiadzie rodzinnym występuje bliskie pokrewieństwo rodziców.

## Rozpoznanie
Możliwa jest diagnostyka prenatalna zespołu przy użyciu ultrasonografii. USG płodu jest zalecane w rodzinach w których stwierdzono wystąpienie przypadków schorzenia.

## Różnicowanie
Diagnostyka różnicowa zespołu Neua-Laxovy obejmuje:
- zespół mózgowo-oczno-twarzowo-szkieletowy (COFS, OMIM#214150, OMIM#610758, OMIM#610756, OMIM#278780)
- zespół Walkera-Walburga (OMIM#236670)
- zespół Peny-Shokeira (OMIM%208150)
- zespół Smitha-Lemliego-Opitza (OMIM#270400)
- zespół Millera-Diekera (OMIM#247200)[10].

Charakterystyczną cechą zespołu Neua-Laxovy odróżniającą go od pozostałych fenotypów chorobowych jest nasilony obrzęk tkanki podskórnej.

## Historia
Po raz pierwszy zespół opisali amerykańscy genetycy Richard L. Neu i wsp. w 1971 roku. Renata Laxova, amerykańska genetyczka czeskiego pochodzenia, rok później razem ze współpracownikami opisała następną trójkę niemowląt. Zespół czeskich genetyków pod kierownictwem Viery Povysilovej przedstawił też szereg kolejnych przypadków w kolejnej pracy z 1976 roku. G. Lazjuk w opisie przypadku z 1979 roku zaproponował termin Neu-Laxova syndrome, ale w piśmiennictwie obok eponimu zespołu Neua-Laxovy spotyka się też nazwy zespołu Neua i zespołu Neua-Povysilcovy. Do dziś w piśmiennictwie medycznym przedstawiono około czterdziestu przypadków zespołu.